# Platanthera hybrida
Platanthera hybrida är en orkidéart som beskrevs av Christian Georg Brügger. Platanthera hybrida ingår i släktet nattvioler, och familjen orkidéer. Inga underarter finns listade i Catalogue of Life.